# 2023 en el cine mexicano
El año 2023 en el cine mexicano comprende las ceremonias de premios, festivales, acontecimientos, estrenos y muertes notables de la industria cinematográfica mexicana. Se produjeron un total de 234 largometrajes: 137 de ficción y 84 documental, 49 fueron en coproducción con otros países y el 44% de las producciones recibió apoyo gubernamental de algún tipo, el costo promedio de una película mexicana fue de 19.4 millones de pesos. Se estrenaron 95 películas de producción nacional y 70 de ellas se estrenaron en algún mercado internacional. Infelices para siempre fue la única película mexicana en recaudar más de 100 millones de pesos.

## Películas mas taquilleras
| Lugar | Título                 | Dirección              | Distribuidora          | Recaudación (MXN) |
| ----- | ---------------------- | ---------------------- | ---------------------- | ----------------- |
| 1     | Infelices para siempre | Noé Santillán-López    | Videocine              | $101,738,336      |
| 2     | ¡Qué viva México!      | Luis Estrada           | Sony Pictures          | $74,479,896       |
| 3     | Sobreviviendo mis XV   | Chava Cartas           | Videocine              | $63,696,643       |
| 4     | Papá o mamá            | Ernesto Contreras      | Alebrije               | $54,413,110       |
| 5     | Huesera                | Michelle Garza Cervera | Cinepolis Distribución | $37,132,083       |
| 6     | Heroico                | David Zonana           | Wild Bunch             | $31,825,015       |
| 7     | ¿Cómo matar a mamá?    | José Ramón Chávez      | Star Distribution      | $26,264,257       |
| 8     | Welcome al norte       | Gustavo Loza           | Star Distribution      | $25,997,293       |
| 9     | Señora influencer      | Carlos Santos          | Cinepolis Distribución | $24,070,749       |
| 10    | Confesiones            | Carlos Carrera         | Sony Pictures          | $21,133,568       |

## Eventos

### Ceremonias de premios
| Fecha           | Evento                           | Anfitrión                                                      | Ubicación            | Ref.  |
| --------------- | -------------------------------- | -------------------------------------------------------------- | -------------------- | ----- |
| 3 de marzo      | XIX Premios CANACINE             | Cámara Nacional de la Industria Cinematográfica (CANACINE)     | Guadalajara, Jalisco | [ 5 ] |
| 25 de abril     | XLVIII Diosas de Plata           | Periodistas Cinematográficos de México (PECIME)                | Ciudad de México     | [ 6 ] |
| 9 de septiembre | LXV edición de los Premios Ariel | Academia Mexicana de Artes y Ciencias Cinematográficas (AMACC) | Guadalajara, Jalisco | [ 7 ] |

### Festivales de cine
| Fecha                     | Evento                                             | Anfitrión                                     | Ubicación             | Ref.   |
| ------------------------- | -------------------------------------------------- | --------------------------------------------- | --------------------- | ------ |
| 1 - 11 Junio              | 13º Festival Internacional de Cine UNAM            | Universidad Nacional Autónoma de México       | Ciudad de México      | [ 8 ]  |
| 3 - 9 Junio               | 38.º Festival Internacional de Cine en Guadalajara | Festival Internacional de Cine en Guadalajara | Zapopan, Jalisco      | [ 9 ]  |
| 20 - 29 octubre           | 21º Festival Internacional de Cine de Morelia      | Festival Internacional de Cine de Morelia     | Morelia, Michoacán    | [ 10 ] |
| 28 septiembre - 4 octubre | 19º Festival Internacional de Cine de Monterrey    | Festival Internacional de Cine de Monterrey   | Monterrey, Nuevo León | [ 11 ] |

## Premios
| Categoría               | XIX Premios CANACINE 5 de diciembre de 2023 | XLIX Diosas de Plata 19 de marzo de 2024                                 | LXVI Premios Ariel 7 de septiembre de 2024                        |
| ----------------------- | ------------------------------------------- | ------------------------------------------------------------------------ | ----------------------------------------------------------------- |
| Mejor Película          | Radical                                     | Radical                                                                  | Tótem                                                             |
| Mejor Dirección         | Michelle Garza Cervera Huesera              | Ernesto Contreras El último vagón                                        | Lila Avilés Tótem                                                 |
| Mejor Actor             | Eugenio Derbez Radical                      | Eugenio Derbez Radical                                                   | Noé Hernández Kokoloko                                            |
| Mejor Actriz            | Claudia Ramírez Confesiones                 | (Empate) Adriana Barraza El último vagón Mónica Huarte Señora influencer | Adriana Llabrés Todo el Silencio                                  |
| Mejor Actor de Reparto  | -                                           | Juan Manuel Bernal Confesiones                                           | Fernando Cuautle Heroico                                          |
| Mejor Actriz de Reparto | -                                           | Abril Michel Trigal                                                      | (Empate) Montserrat Marañón Tótem Ludwika Paleta Todo el silencio |
| Mejor Guion Adaptado    | -                                           | Christopher Zalla Radical                                                | Elisa Miller y Daniela Gómez Temporada de Huracanes               |
| Mejor Guion Original    | -                                           | Anabel Caso Trigal                                                       | Lila Avilés Tótem                                                 |
| Revelación Masculina    | Santiago Sandoval Heroico                   | Danilo Guardiola Radical                                                 | Nalma Sentíes Tótem                                               |
| Revelación Femenina     | Berenice Jonguitud Sobreviviendo mis XV     | Macarena García Romero Señora Influencer                                 | Nalma Sentíes Tótem                                               |
| Mejor Documental        | Home is somewhere else                      | Toshkua                                                                  | El Eco                                                            |
| Mejor Fotografía        | -                                           | Ricardo Garfias Amores incompletos                                       | Ernesto Pardo El eco                                              |
| Mejor Edición           | -                                           | Eugenio Richer Radical                                                   | Paulina del Paso y Miguel Schverdfinger Temporada de huracanes    |
| Mejor Ópera Prima       | -                                           | Montserrat Larqué Allá, cartas al corazón                                | Diego del Río Todo el silencio                                    |
| Mejor Música Original   | -                                           | Tomás Barreiro Señora influencer                                         | Leonardo Heiblum y Jacobo Lieberman El eco                        |

Ojo a Mejor Largometraje (21º Festival Internacional de Cine de Morelia):
Tótem, dirigida por Lila Avilés
Premio Mezcal (38º Festival Internacional de Cine en Guadalajara):
Heroico, dirigida por David Zonana
Mejor Largometraje (19º Festival Internacional de Cine de Monterrey):
Un Mundo Mejor, dirigida por Janett Juárez

## Películas mexicanas de 2023
- Lista de películas mexicanas de 2023

## Fallecidos
| Mes        | Fecha | Nombre                                | Edad | Profesión                                                                 | Trabajos Notables | Ref.   |
| ---------- | ----- | ------------------------------------- | ---- | ------------------------------------------------------------------------- | --- | ------ |
| Enero      | 16    | Luisa Josefina Hernández              | 94   | Guionista                                                                 | Una noche para Bruno, Los grandes muertos, más de treinta obras de teatro                                                                                           | [ 12 ] |
| Enero      | 22    | Agustí Villaronga                     | 69   | Director, guionista                                                       | Tras el cristal, Aro Tolbukhin: en la mente del asesino, Pan negro                                                                                                  | [ 13 ] |
| Enero      | 23    | Polo Polo                             | 78   | Actor                                                                     | La lechería, Duro y parejo en la casita del pecado | [ 14 ] |
| Enero      | 26    | Arturo Nava                           | 79   | Director de arte                                                          | Dollar Mambo | [ 15 ] |
| Febrero    | 8     | David Le Fou                          | 23   | Director, actor                                                           | Dos de uno, 5 noches, (no)stlagia | [ 16 ] |
| Febrero    | 10    | Carlos Saura                          | 91   | Director, guionista y fotógrafo                                           | Cría cuervos, Peppermint frappé, ¡Ay, Carmela! | [ 17 ] |
| Febrero    | 16    | Marilú                                | 95   | Actriz                                                                    | Los hijos de Don Venancio, | [ 18 ] |
| Marzo      | 1     | Irma Serrano "La Tigresa"             | 89   | Actriz, productora, directora, guionista                                  | Santo contra los zombies, El hijo de Gabino Barrera, La Tigresa, El monasterio de los buitres, Las amantes del señor de la noche                                    | [ 19 ] |
| Marzo      | 11    | Ignacio López Tarso                   | 98   | Actor                                                                     | La cucaracha, Macario, Rosa Blanca, Días de otoño, El hombre de papel, El gallo de oro, La vida inútil de Pito Pérez, Los hermanos del hierro, Rapiña, Pedro Páramo | [ 20 ] |
| Marzo      | 16    | Caridad Vázquez                       | 91   | Actriz                                                                    | Al son del mambo, Nuevo amanecer, Te besaré en la boca | [ 21 ] |
| Marzo      | 17    | Carlos Payán                          | 94   | Productor                                                                 | La habitación azul, Fuera del cielo, Vivir mata | [ 22 ] |
| Marzo      | 20    | Alfredo "Pelón" Solares               | 89   | Actor, director, guionista                                                | El homicida, Los plomeros y las ficheras, El día de los albañiles                                                                                                   | [ 23 ] |
| Marzo      | 20    | Carlos Brown                          |      | Diseñador de vestuario                                                    | Como agua para chocolate, Un día sin mexicanos | [ 24 ] |
| Marzo      | 22    | Rebecca Jones                         | 65   | Actriz                                                                    | Voy a explotar, Tercera llamada, Nada que ver | [ 25 ] |
| Marzo      | 25    | Xavier López "Chabelo"                | 88   | Actor                                                                     | El complot mongol, Chabelo y Pepito contra los monstruos, Autopsia de un fantasma                                                                                   | [ 26 ] |
| Marzo      | 31    | Rodolfo de Anda Jr.                   | 57   | Productor, actor                                                          | Bienvenida al clan, La zona del silencio, La tregua | [ 27 ] |
| Abril      | 2     | Raúl Padilla López                    | 68   | Promotor cultural                                                         | Fundador del Festival Internacional de Cine en Guadalajara | [ 28 ] |
| Abril      | 4     | Andrés García                         | 81   | Actor, productor                                                          | Pedro Navaja, Hermelinda Linda, La llamada del sexo, Nora la rebelde                                                                                                | [ 29 ] |
| Abril      | 20    | Bucky Gutierrez                       |      | Actriz                                                                    | Campeón sin corona, Vacaciones en Acapulco, Mañana serán hombres | [ 30 ] |
| Abril      | 20    | Farnesio de Bernal                    | 96   | Actor, bailarín                                                           | La mujer de Benjamín, María de mi corazón, Las delicias del poder, La invención de Cronos                                                                           | [ 31 ] |
| Mayo       | 1     | Gastón Tuset                          | 80   | Actor                                                                     | Los ricos también lloran, Delincuente, Rosa salvaje | [ 32 ] |
| Mayo       | 9     | Antonio "La Tota" Carbajal            | 93   | Futbolista, actor                                                         | Ilusión nacional | [ 33 ] |
| Mayo       | 19    | Alfonso Munguía                       | 77   | Actor                                                                     | El águila descalza, La venganza de las mujeres vampiro | [ 34 ] |
| Mayo       | 23    | Javier Álvarez Fuentes                | 67   | Compositor                                                                | La invención de Cronos, Home is somewhere else, H2Omx | [ 35 ] |
| Mayo       | 31    | Sergio Calderón                       | 77   | Actor                                                                     | Canoa: memoria de un hecho vergonzoso, Hombres de negro, Little Fockers, Las ruinas                                                                                 | [ 36 ] |
| Junio      | 1     | Lucero Isaac                          | 86   | Directora de arte, diseñadora de producción                               | La pasión según Berenice, La tía Alejandra, El castillo de la pureza, Desaparecido, Cadena perpetua                                                                 | [ 37 ] |
| Junio      | 14    | Ricardo Nicolayevsky                  | 62   | Director                                                                  | Autorretrato | [ 38 ] |
| Junio      | 18    | Rosario Zúñiga                        | 59   | Actriz                                                                    | Perfume de violetas, Salvador, Somos lo que hay, La leyenda de la llorona, Lolo                                                                                     | [ 39 ] |
| Junio      | 27    | Carmen Sevilla                        | 92   | Actriz                                                                    | Jalisco canta en Sevilla, Reportaje, Gitana tenías que ser | [ 40 ] |
| Junio      | 27    | Joana Brito                           | 76   | Actriz de doblaje                                                         | La sirenita, La Princesa y el Sapo, El viaje de Chihiro | [ 41 ] |
| Julio      | 8     | Gloria Mange                          | 92   | Actriz                                                                    | Si yo fuera diputado..., La reina del mambo, Doña Diabla | [ 42 ] |
| Julio      | 15    | Damián Mendoza                        | 50   | Editor                                                                    | Mirar morir, El luchador, Piedras verdes | [ 43 ] |
| Julio      | 24    | Alfonso Iturralde                     | 73   | Actor                                                                     | Rebelde, Qué pobres tan ricos, Burlesque | [ 44 ] |
| Agosto     | 8     | Julio Capote                          | 90   | Actor                                                                     | Gata salvaje, La usurpadora, Soñar no cuesta nada | [ 45 ] |
| Agosto     | 13    | Leoncio "Cuco" Villarías              |      | Director de fotografía                                                    | Vidas errantes, Pueblo de madera, Obdulia, Polvo vencedor del sol                                                                                                   | [ 46 ] |
| Agosto     | 17    | David Ostrosky                        | 66   | Actor                                                                     | La casa de las flores, Como agua para chocolate, La segunda noche, Morirse está en hebreo                                                                           | [ 47 ] |
| Agosto     | 18    | Chico Novarro                         | 89   | Compositor                                                                | Hotel alojamiento, Cuando los hombres hablan de mujeres, Mi secretaria está loca... loca... loca                                                                    | [ 48 ] |
| Septiembre | 3     | Yolanda Ciani                         | 85   | Actriz                                                                    | Un ángel para los diablillos, Las chivas rayadas, Santo en el hotel de la muerte                                                                                    | [ 49 ] |
| Septiembre | 11    | Benito Castro                         | 77   | Actor, cantante, showman                                                  | La Güereja y algo más, La carabina de Ambrosio | [ 50 ] |
| Septiembre | 23    | Sebastián Liera                       | 48   | Actor                                                                     | El chiste, Perro zeta, Tenemos prisa | [ 51 ] |
| Octube     | 1     | Raúl Martínez                         | 52   | Director, editor                                                          | Un padre no tan padre, Cuando sea joven | [ 52 ] |
| Octube     | 5     | Álvaro Carcaño                        | 85   | Actor                                                                     | Odisea Burbujas, No disparen, soy dentista, Seis veces cien | [ 53 ] |
| Octube     | 6     | Francisco Vidal                       | 82   | Actor                                                                     | El bosque animado, El crack, El laberinto del fauno | [ 54 ] |
| Octube     | 23    | Alberto Ángel "El Cuervo"             | 73   | Cantante, actor                                                           | Fiesta mexicana | [ 55 ] |
| Octube     | 30    | Fernando Almada                       | 94   | Actor, guionista, director                                                | Ladrón de tumbas, Traficantes de pánico, Perros callejeros II, Al filo del terror                                                                                   | [ 56 ] |
| Noviembre  | 1     | Adriana Laffan                        | 63   | Actriz                                                                    | Las fuerzas vivas, Porque el amor manda, Un mundo raro, Cuartelazo                                                                                                  | [ 57 ] |
| Noviembre  | 10    | Mariana Sobrino                       |      | Supervisora musical                                                       | Huesera | [ 58 ] |
| Noviembre  | 15    | Jorge Abraham                         | 77   | Actor                                                                     | Orinoco, Hotel colonial, La conexión cubana, Run Coyote Run | [ 59 ] |
| Noviembre  | 22    | Román Cruz Murillo                    |      | Gerente de locaciones, activista                                          | Valentina o la serenidad | [ 60 ] |
| Noviembre  | 25    | Jaime Reyna                           |      | Editor                                                                    | Arizona, Violencia a domicilio: el jardín de la paz, Lucha a muerte                                                                                                 | [ 61 ] |
| Noviembre  | 28    | Jessica Muriel "El Milagro del Siglo" |      | Actriz                                                                    | Bellas de noche, El sexo sentido, primera mujer trans en protagonizar películas mexicanas                                                                           | [ 62 ] |
| Diciembre  | 1     | Laura Montalvo                        |      | Actriz                                                                    | Satánico Pandemonium: la sexorcista, El bueno para nada, Salomé | [ 63 ] |
| Diciembre  | 4     | Queta Lavat                           | 94   | Actriz                                                                    | Dos tipos de cuidado, Santa Claus, Modisto de señoras, Hermelinda linda, María Isabel                                                                               | [ 64 ] |
| Diciembre  | 16    | Rosita Pelayo                         | 64   | Actriz                                                                    | ¡¡Cachún cachún ra-ra!! (Una loca, loca, preparatoria) | [ 65 ] |
| Diciembre  | 20    | Enrique Ortiga                        | 68   | Promotor cultural, director de festivales, curador e historiador del cine | | [ 66 ] |
| Diciembre  | 21    | Cristina Pacheco                      | 82   | Guionista                                                                 | Para vivir aquí | [ 67 ] |
| Diciembre  | 29    | Miguel Ángel Fuentes                  | 70   | Actor                                                                     | El triángulo diabólico de las Bermudas, Fitzcarraldo, La ley de Herodes, El cavernícola                                                                             | [ 68 ] |
| Diciembre  | 29    | Rossy Mendoza                         | 80   | Actriz                                                                    | Capulina contra los vampiros, Santo contra los secuestradores, El sexo de los pobres                                                                                | [ 69 ] |
| Diciembre  | 31    | Ana Ofelia Murguía                    | 90   | Actriz                                                                    | Arráncame la vida, Párpados azules, Las Poquianchis, El apando, Coco, Ora sí ¡tenemos que ganar!                                                                    | [ 70 ] |